# Taxa de combustão
Taxa de combustão em química, é uma medida da taxa de combustão linear de um composto ou substância, como uma vela ou um propelente sólido. É medido em comprimento ao longo do tempo, como milímetros por segundo ou polegadas por segundo. 
Entre as variáveis que afetam a taxa de queima estão a pressão e a temperatura. A taxa de combustão é um parâmetro importante, especialmente na área de propelentes, porque determina a taxa na qual os gases de exaustão são gerados a partir do propelente em combustão, que por sua vez decide a taxa de fluxo através do bico. O empuxo gerado no foguete do míssil depende dessa taxa de fluxo. Assim, conhecer a taxa de queima de um propelente e como ela muda sob várias condições é de fundamental importância no projeto bem-sucedido de um motor de foguete sólido. O conceito de taxa de queima também é relevante no caso de propelentes líquidos.